# Giant Records
A Giant Records era uma gravadora de música americana que começou suas atividades em 1990.[carece de fontes?] Depois o selo foi adquirido pelo Warner Music Group.

## Artistas que lançaram álbuns pela gravadora
- Air Supply
- Big Mountain
- Brian Wilson
- Carlene Carter
- Chicago
- Deep Purple
- Disturbed
- Kenny Rogers
- Letters to Cleo
- MC Hammer
- Morbid Angel
- Oingo Boingo
- Steely Dan
- Tad
- Tony Banks
- Thomas Dolby
- Tony Thompson